# Gesetz zur Kontrolle und Transparenz im Unternehmensbereich
Das Gesetz zur Kontrolle und Transparenz im Unternehmensbereich (KonTraG) ist ein umfangreiches Artikelgesetz, das am 5. März 1998 vom Deutschen Bundestag beschlossen wurde. Es trat am 1. Mai 1998 in Kraft, wenn auch einige Vorschriften erst später zur Anwendung kamen.

## Ziel und Inhalt
Ziel des KonTraG ist es, die Corporate Governance in deutschen Unternehmen zu verbessern. Deshalb wurden mit diesem Artikelgesetz etliche Vorschriften aus dem Handels- und Gesellschaftsrecht verändert. Das KonTraG präzisiert und erweitert dabei hauptsächlich Vorschriften des Handelsgesetzbuches und des Aktiengesetzes. Mit dem KonTraG wurde die Haftung von Vorstand, Aufsichtsrat und Wirtschaftsprüfern in Unternehmen erweitert. Kern des KonTraG ist eine Vorschrift, die Unternehmensleitungen dazu zwingt, ein unternehmensweites Früherkennungssystem für Risiken (Risikofrüherkennungssystem) einzuführen und zu betreiben, sowie Aussagen zu Risiken und zur Risikostruktur des Unternehmens im Lagebericht des Jahresabschlusses der Gesellschaft zu veröffentlichen.
Wörtlich schreibt das Gesetz dazu in § 91 Abs. 2 AktG eine Vorschrift vor, nach der der Vorstand verpflichtet wird „geeignete Maßnahmen zu treffen, insbesondere ein Überwachungssystem einzurichten, damit den Fortbestand der Gesellschaft gefährdende Entwicklungen früh erkannt werden“. Solche „bestandsgefährdenden Entwicklungen“ ergeben sich meist aus Kombinationseffekten von Einzelrisiken, was Unternehmen verpflichtet regelmäßig eine Risikoanalyse und eine Risikoaggregation durchzuführen. Abschlussprüfer werden außerdem verpflichtet, die Einhaltung der neuen Vorschriften bei börsennotierten Unternehmen insbesondere in Hinsicht auf Bestehen und Betrieb eines Risikomanagementsystems und der zugehörigen Maßnahmen im Bereich der internen Revision zu prüfen und zum Bestandteil des Prüfungsberichtes zu machen. Grundlage ist der IDW Prüfungsstandard 340 (IDW PS 340).
Zusätzlich bewirkt das Gesetz, dass der Auftrag an den Abschlussprüfer zukünftig vom Aufsichtsrat erteilt wird. Dieser nimmt auch den Prüfungsbericht entgegen. Die Teilnahme des Abschlussprüfers an der Bilanzsitzung des Aufsichtsrates wird zwingend vorgeschrieben. Allen Mitgliedern des Aufsichtsrates bzw. des Bilanzausschusses sind die Prüferberichte zwingend auszuhändigen.
Das KonTraG betrifft entgegen weit verbreiteter Meinung nicht ausschließlich Aktiengesellschaften. Auch die Kommanditgesellschaft auf Aktien (KGaA) und viele Gesellschaften mit beschränkter Haftung (GmbH), insbesondere wenn dort ein mitbestimmter oder fakultativer Aufsichtsrat existiert, sind von den Vorschriften erfasst (Ausstrahlungswirkung). Dagegen ist die sogenannte kleine AG weitgehend von der Einhaltung der durch das KonTraG neu eingeführten Vorschriften befreit.
Im Zuge des Ratings, zu dem die Banken durch Basel II verpflichtet sind, werden auch Einrichtung und Betrieb eines unternehmensweiten Risikomanagementsystems – wie beispielsweise das Management Risk Controlling (MRC) – von den Banken kritisch hinterfragt und geprüft. Bei Unternehmen, die viel auf Basis von Projekten arbeiten (Bauunternehmen, große Architekturbüros, IT-Systemhäuser etc.), gehört Risikomanagement somit auch zu den Aufgaben der Projektleitung.
Weiterhin wurde erstmals die Gewährung von Bezugsrechten an Arbeitnehmer und Mitglieder der Geschäftsführung aus einer bedingten Kapitalerhöhung nach § 192 AktG auf eine gesetzliche Grundlage gestellt.
Das am 1. Januar 2021 in Kraft getretene Unternehmensstabilisierungs- und -restrukturierungsgesetz (StaRUG) geht über die Anforderungen des KonTraG erheblich hinaus und ist von allen „haftungsbeschränkten Unternehmensträgern“, insbesondere allen Kapitalgesellschaften, zu beachten. Diese erweiterten Anforderungen an das Risikomanagement werden seit 2022 berücksichtigt im DIIR Revisionsstandard Nr. 2, aber noch nicht im IDW PS 340.